# 皆川四郎

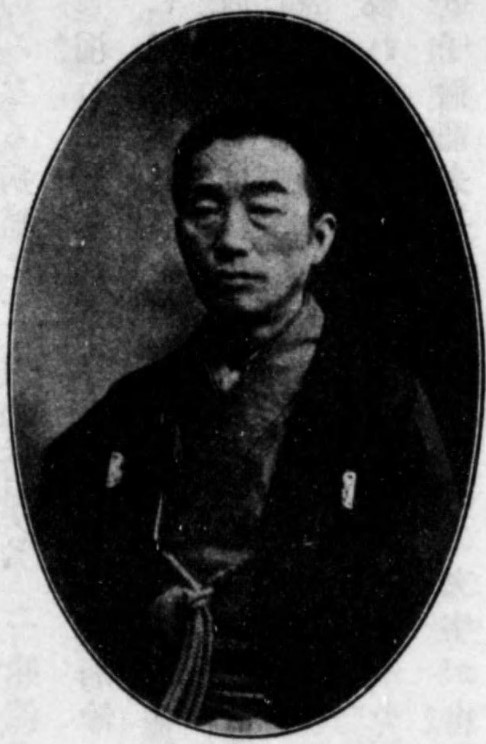
皆川四郎

皆川 四郎（みながわ しろう、1852年 - 1911年）は日本の実業家。旧姓は岩崎。幼名は馬之助。

## 経歴
信濃国伊那郡中村（現長野県飯田市）に生まれ、飯田城下の皆川家の養子となる。維新後に上京し、安井息軒に師事した後、代言人となったが実業界に転身する。
代言人時代は、明治12年に植木鋼二郎と京橋区銀座四丁目十五番地に法律事務所を開き、その翌年明治13年、司法省附属代言人 星亨の組合加入に対し、楠木鋼二郎、田村成義などと反対運動を展開した。また、明治11年、幕末の豪商伊藤八兵衛の八女信子と結婚する。信子の姉は渋沢栄一の妻兼子で、この結婚により渋沢ファミリーの団体竜門社の一員となった。
その後明治15年4月 長野県警部兼典獄（警部長に次ぎ監獄係としては最高責任者）として長野県警に入り、6月に警部長となる。明治16年11月に辞任。
その後上京し、義兄にあたる渋沢栄一が頭取であった第一銀行に入行し、渋沢の秘書を経て、明治18年のはじめ石巻支店長となった。
明治23年 東京電灯会社支配人となる。
明治29年株式会社化した東京歌舞伎座（第2期）を創立、初代社長に就任。
1898年第5回衆議院議員総選挙に長野県第7区から出馬し当選した。